# Władysław Segda
Władysław Hipolit Segda (født 23. marts 1895 i Przemyśl, død 1994 i Edinburgh) var en polsk fægter, som deltog i tre olympiske lege i mellemkrigstiden.

## Fægtekarriere
Segda var en alsidig fægter, der konkurrerede i alle tre discipliner og opnåede individuelle polske mesterskaber i dem alle; han vandt i alt tretten polske mesterskaber.
Hans første OL var i 1928 i Amsterdam, hvor han deltog i sabelholdkonkurrencen sammen med Kazimierz Laskowski, Tadeusz Friedrich, Adam Papée, Aleksander Małecki og Jerzy Zabielski. Polakkerne indledte med at vinde deres førsterundepulje (delt sammen med Ungarn) og gik dermed videre til semifinalerne. Her tabte de ganske vist 0-16 til Italien, men vandt derpå deres to andre kampe, og dermed kom de med i finalepuljen. Her talte kampen mod Italien fra semifinalen og derudover blev det til nederlag til Ungarn, men sejr over Tyskland, hvorpå det blev til polsk bronze, mens Ungarn fik guld og Italien sølv. Ved disse lege stillede han også op i den individuelle fleuretkonkurrence, men gik ikke videre fra første runde.
Ved OL 1932 i Los Angeles deltog blot seks hold, og Polen gik let videre fra sin indledende pulje og var dermed direkte i finalen. Her blev det til klare nederlag til guldvinderne fra Ungarn og sølvvinderne fra Italien, men bronzen blev genvundet efter uafgjort mod USA (men med flest træffere i den indbyrdes kamp). Denne gang bestod det polske hold foruden Segda af Tadeusz Friedrich, Adam Papée (begge ligeledes gengangere fra 1928) samt Władysław Dobrowolski, Marian Suski og Leszek Lubicz-Nycz. Ved disse lege deltog han også i den individuelle konkurrence og nåede semifinalerunden. Ved disse lege stillede han også op i den individuelle sabelkonkurrence, hvor han blev sidst i sin semifinalepulje.
Endelig var han med ved OL 1936 i Berlin, hvor han var med på sabelholdet, der her blev nummer fire, mens han blev nummer fire i sin semifinale individuelt, hvilket ikke var nok til at komme i finalen.
Derudover var han med ved de uofficielle verdensmesterskaber i 1930 og 1934 og var her i begge tilfælde med til at vinde bronze i holdkonkurrencerne i sabelfægtning.
Segda var desuden en af pionererne i polsk fægtning og var aktiv i det polske fægteforbund samt i den polske olympiske komité.

## Øvrige karriere
Under første verdenskrig kæmpede Segda på den østrig-ungarske side og blev efterfølgende militærpolitimand. Under anden verdenskrig var han indledningsvis med i det polske forsvar mod nazityskerne, og mod slutningen af krigen var han en del af de polske bevæbnede styrker på vestfronten. Efter krigen emigrerede han til Skotland, hvor han levede resten af sine dage.
Han er farfar til skuespilleren Dorota Segda.